# Rychely Cantanhede de Oliveira
Rychely Cantanhede de Oliveira (sinh ngày 5 tháng 8 năm 1987) là một cầu thủ bóng đá người Brasil.

## Sự nghiệp câu lạc bộ
Rychely Cantanhede de Oliveira đã từng chơi cho FC Tokyo và Montedio Yamagata.

## Thống kê câu lạc bộ

### J.League
| Đội               | Năm       | J.League | J.League | J.League Cup | J.League Cup | Tổng cộng | Tổng cộng |
| Đội               | Năm       | Trận     | Bàn      | Trận         | Bàn          | Trận      | Bàn       |
| ----------------- | --------- | -------- | -------- | ------------ | ------------ | --------- | --------- |
| FC Tokyo          | 2005      | 0        | 0        | 0            | 0            | 0         | 0         |
| FC Tokyo          | 2006      | 9        | 1        | 0            | 0            | 9         | 1         |
| FC Tokyo          | 2007      | 16       | 1        | 4            | 0            | 20        | 1         |
| Montedio Yamagata | 2008      | 16       | 3        | -            | -            | 16        | 3         |
| Tổng cộng         | Tổng cộng | 41       | 5        | 4            | 0            | 45        | 5         |